# Supercoppa di Bulgaria 2018
La Supercoppa di Bulgaria 2018 è stata la 15ª edizione di tale competizione. Si è disputata il 5 luglio 2018. La sfida ha visto contrapposte lo Slavia Sofia, vincitore della coppa nazionale e il Ludogorec vincitore del campionato. Il Ludogorec ha vinto il trofeo per la terza volta nella sua storia.

## Tabellino
| Arbitro: | Kabakov |

|            |           |  |
| Keșerü 31’ | Marcatori |  |